# 踏み台

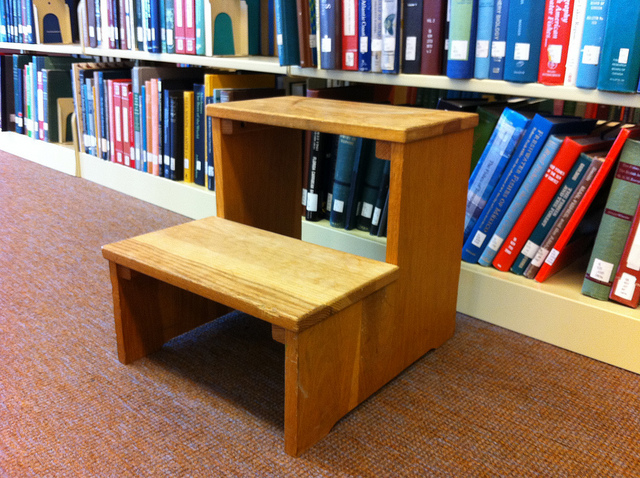
段差のある木製踏み台

踏み台（ふみだい）は、少し高いところに上るために用いる道具。踏み継ぎ（ふみつぎ）、足継ぎ（あしつぎ）ともいう。

## 概要
少し高いところでの作業のため、足場として一時的に利用する低めの台。現在、販売されている踏み台は主に以下の3種類に分けられる。
据え置きタイプ
折り畳みのできない一般的な踏み台。安定感があるが、収納には不向きである。
ステップタイプ
段差があり、少し高いところで作業に向いているもので、ここでは折り畳みのできるタイプのことを指す。脚立より足の置けるスペースが広いものが多い。折り畳めるが、その大きさ故、他のタイプより嵩張る。
コンパクトタイプ
折り畳むことができるタイプで、多くは厚さが5cm以下になるようなコンパクトなものを特に指す。樹脂製で重量も抑えられているものが多い。嵩張らず、価格も比較的安価だが、商品によっては耐荷重が低めのものもあり、選択に注意を要する。
また、つかまり立ちを始めた乳幼児が隙間に手指の先端を挟み、切断してしまった事故も発生しており、日本国内では国民生活センターより消費者へ注意喚起されている。
椅子として兼用できるものもある。

## 四方転びの踏み台
日本の昭和期の古い道具として、四方転び（四角錐）になっている木製の踏み台が紹介されることがある。多くは側面に円い穴や扇、木瓜の透かしが入っている。
これは店では売らないのが基本であり、新築家屋への大工の置き土産として提供されていたもの。山口昌伴によれば、新米の大工の腕試しとして作成されたもので、基本的な差し金使いができれば寸法を割り出せる四方転びや穴を開ける技術などが課題としてはうってつけだったという。
側面の穴はゴミ箱にも利用された。

## 比喩表現
- 道具の踏み台に例えて、目的を遂げるための手段などとしての足掛かりのことも踏み台という。
- インターネットでのネットワークセキュリティ分野における用語にも「踏み台」があり、不正行為の中継点になっているコンピュータのことを指す。